# División Nacional de Luxemburgo
La División Nacional de Luxemburgo —en francés, Division Nationale; conocida como BGL Ligue por motivos de patrocinio— es la máxima categoría masculina de fútbol del sistema de ligas de Luxemburgo, organizada por la Federación Luxemburguesa de Fútbol.

## Historia
La primera edición del campeonato de fútbol de Luxemburgo se disputó en 1909, y deparó una final donde el Racing Club Luxembourg se impuso por 3:2 al Hollerich Bonnevoie. Un año después, la Federación Luxemburguesa de Fútbol (FLF) organizó un sistema de liga en cuya máxima categoría se inscribieron cinco equipos.
El torneo se vio interrumpido desde 1940 hasta 1944 por la ocupación nazi durante la Segunda Guerra Mundial. En ese periodo los equipos luxemburgueses tuvieron que pasarse al sistema de ligas alemán, dentro de la Gauliga Moselland que abarcaba el sur de la provincia del Rin. El único equipo que llegó a disputar el Campeonato Alemán fue el FV Stadt Düdelingen en la edición de 1942. Cuando Luxemburgo fue liberada por los aliados en septiembre de 1944, la FLF celebró un torneo conocido como «Copa de la Liberación» y al año siguiente recuperó el formato habitual de liga.
A partir de la temporada 1957-58 la máxima categoría pasó a llamarse «División Nacional». La principal potencia a lo largo del siglo XX fue el Jeunesse d'Esch, pero con la llegada del siglo XXI el torneo pasó a ser dominado por el F91 Dudelange.

## Participantes

### Temporada 2025-26
| Equipos               | Comuna            | Estadio                    | Capacidad |
| --------------------- | ----------------- | -------------------------- | --------- |
| FC Atert Bissen       | Bissen            | Terrain ZAC Klengbousbierg | 1 500     |
| FC Differdange 03     | Differdange       | Stade du Thillenberg       | 6 300     |
| F91 Dudelange         | Dudelange         | Stade Jos Nosbaum          | 2 558     |
| US Hostert            | Hostert           | Estadio Jos Becker         | 1 500     |
| FC Jeunesse Canach    | Canach            | Stade Rue de Lenningen     | 1 000     |
| AS Jeunesse d'Esch    | Esch-sur-Alzette  | Stade de la Frontière      | 5 000     |
| UN Käerjéng 97        | Bascharage        | Stade Um Dribbel           | 2 500     |
| FC Mamer 32           | Mamer             | Stade François Trausch     | 2 600     |
| US Mondorf-les-Bains  | Mondorf-les-Bains | Estadio John Grün          | 3 600     |
| FC Progrès Niedercorn | Niederkorn        | Estadio Jos Haupert        | 2 800     |
| Racing FC Union       | Luxemburgo        | Stade Achille Hammerel     | 6 000     |
| FC Rodange 91         | Rodange           | Estadio Joseph Philippart  | 3 400     |
| FC Swift Hesperange   | Hesperange        | Estadio Alphonse Theis     | 3 000     |
| FC UNA Strassen       | Strassen          | Complejo Jean Wirtz        | 2 000     |
| Union Titus Pétange   | Pétange           | Municipal de Pétange       | 2 400     |
| FC Victoria Rosport   | Rosport           | VictoriArena               | 1 000     |

## Sistema de competición
La División Nacional de Luxemburgo es un torneo organizado y regulado por la Federación Luxemburguesa de Fútbol (FLF), conjuntamente con el resto de categorías inferiores, y tiene carácter semiprofesional. Se disputa desde principios de agosto hasta el final de mayo del siguiente año.
La categoría consta de un grupo único integrado por catorce equipos. Siguiendo un sistema de liga, se enfrentan todos contra todos en dos ocasiones —una en campo propio y una en el contrario— hasta sumar 26 jornadas. El orden de los encuentros se decide por sorteo antes de empezar la competición. La temporada 2020/21 contará excepcionalmente con dieciséis clubes debido a que la edición anterior fue suspendida por la pandemia de COVID-19.
La clasificación final se establece con arreglo a los puntos totales obtenidos por cada equipo al finalizar el campeonato. Los equipos obtienen tres puntos por cada partido ganado, un punto por cada empate y ningún punto por los partidos perdidos. Si al finalizar el campeonato dos equipos igualan a puntos, los mecanismos para desempatar la clasificación son los siguientes:
1. El que tenga la puntuación más alta entre los equipos implicados, según los partidos jugados entre ellos.
2. El que tenga una mayor diferencia entre goles a favor y en contra, según el resultado de los partidos jugados entre ellos.
3. El que tenga la mayor diferencia de goles a favor, teniendo en cuenta todos los obtenidos y recibidos en el transcurso de la competición.

El equipo que más puntos sume al final del campeonato será proclamado campeón de Liga y tendrá derecho a disputar la ronda preliminar de la Liga de Campeones de la UEFA. El segundo y el tercer clasificado, así como el vencedor de la Copa de Luxemburgo, obtienen una plaza para la ronda preliminar de la Liga Europa Conferencia de la UEFA. En caso de que el campeón de Copa coincida con los tres primeros clasificados, la plaza pasa automáticamente al cuarto mejor equipo de la temporada.
Los dos últimos clasificados descienden a División de Honor y son reemplazados por el campeón y el subcampeón de la categoría inferior. El antepenúltimo clasificado deberá jugar una final a partido único contra el tercer clasificado de la División de Honor.

## Historial
La siguiente tabla recoge todos los campeonatos de la División Nacional de Luxemburgo desde la primera edición de 1909.
| Temporada | Campeón | Subcampeón | Máximo goleador                                                                                                | Club | Goles |
| --------- | --- | --- | --- | --- | --- |
| 1909-10   | Racing Club Luxembourg                                                                                         | US Hollerich Bonnevoie                                                                                         | Bandera de ?                                                                                                   | | |
| 1910-11   | Sporting Club Luxembourg                                                                                       | Sporting Club Differdange                                                                                      | Bandera de ?                                                                                                   | | |
| 1911-12   | US Hollerich Bonnevoie                                                                                         | Sporting Club Luxembourg                                                                                       | Bandera de ?                                                                                                   | | |
| 1912-13   | No disputado.                                                                                                  | No disputado.                                                                                                  | No disputado.                                                                                                  | No disputado.                                                                                                  | No disputado.                                                                                                  |
| 1913-14   | US Hollerich Bonnevoie                                                                                         | Sporting Club Luxembourg                                                                                       | Bandera de ?                                                                                                   | | |
| 1914-15   | US Hollerich Bonnevoie                                                                                         | AS Jeunesse Esch                                                                                               | Bandera de ?                                                                                                   | | |
| 1915-16   | US Hollerich Bonnevoie                                                                                         | Sporting Club Luxembourg                                                                                       | Bandera de ?                                                                                                   | | |
| 1916-17   | US Hollerich Bonnevoie                                                                                         | CS Fola Esch                                                                                                   | Bandera de ?                                                                                                   | | |
| 1917-18   | CS Fola Esch                                                                                                   | US Hollerich Bonnevoie                                                                                         | Bandera de ?                                                                                                   | | |
| 1918-19   | Sporting Club Luxembourg                                                                                       | CS Fola Esch                                                                                                   | Bandera de ?                                                                                                   | | |
| 1919-20   | CS Fola Esch                                                                                                   | Stade Dudelange                                                                                                | Bandera de ?                                                                                                   | | |
| 1920-21   | AS Jeunesse Esch                                                                                               | CS Fola Esch                                                                                                   | Bandera de ?                                                                                                   | | |
| 1921-22   | CS Fola Esch                                                                                                   | US Luxembourg                                                                                                  | Bandera de ?                                                                                                   | | |
| 1922-23   | FA Red Boys Differdange                                                                                        | Stade Dudelange                                                                                                | Bandera de ?                                                                                                   | | |
| 1923-24   | CS Fola Esch                                                                                                   | CA Spora Luxembourg                                                                                            | Bandera de ?                                                                                                   | | |
| 1924-25   | CA Spora Luxembourg                                                                                            | Stade Dudelange                                                                                                | Bandera de ?                                                                                                   | | |
| 1925-26   | FA Red Boys Differdange                                                                                        | CA Spora Luxembourg                                                                                            | Bandera de ?                                                                                                   | | |
| 1926-27   | US Luxembourg                                                                                                  | FA Red Boys Differdange                                                                                        | Bandera de ?                                                                                                   | | |
| 1927-28   | CA Spora Luxembourg                                                                                            | Stade Dudelange                                                                                                | Bandera de ?                                                                                                   | | |
| 1928-29   | CA Spora Luxembourg                                                                                            | CS Fola Esch                                                                                                   | Bandera de ?                                                                                                   | | |
| 1929-30   | CS Fola Esch                                                                                                   | CA Spora Luxembourg                                                                                            | Bandera de ?                                                                                                   | | |
| 1930-31   | FA Red Boys Differdange                                                                                        | CA Spora Luxembourg                                                                                            | Bandera de ?                                                                                                   | | |
| 1931-32   | FA Red Boys Differdange                                                                                        | FC Progrès Niedercorn                                                                                          | Bandera de ?                                                                                                   | | |
| 1932-33   | FA Red Boys Differdange                                                                                        | CA Spora Luxembourg                                                                                            | Bandera de ?                                                                                                   | | |
| 1933-34   | CA Spora Luxembourg                                                                                            | FA Red Boys Differdange                                                                                        | Bandera de ?                                                                                                   | | |
| 1934-35   | CA Spora Luxembourg                                                                                            | FA Red Boys Differdange                                                                                        | Bandera de ?                                                                                                   | | |
| 1935-36   | CA Spora Luxembourg                                                                                            | AS Jeunesse Esch                                                                                               | Bandera de ?                                                                                                   | | |
| 1936-37   | AS Jeunesse Esch                                                                                               | FC Progrès Niedercorn                                                                                          | Bandera de ?                                                                                                   | | |
| 1937-38   | CA Spora Luxembourg                                                                                            | AS Jeunesse Esch                                                                                               | Bandera de ?                                                                                                   | | |
| 1938-39   | Stade Dudelange                                                                                                | US Dudelange                                                                                                   | Bandera de ?                                                                                                   | | |
| 1939-40   | Stade Dudelange                                                                                                | US Dudelange                                                                                                   | Bandera de ?                                                                                                   | | |
| 1940-41   | No disputado por la Segunda Guerra Mundial; los clubes de Luxemburgo compitieron en el campeonato de Alemania. | No disputado por la Segunda Guerra Mundial; los clubes de Luxemburgo compitieron en el campeonato de Alemania. | No disputado por la Segunda Guerra Mundial; los clubes de Luxemburgo compitieron en el campeonato de Alemania. | No disputado por la Segunda Guerra Mundial; los clubes de Luxemburgo compitieron en el campeonato de Alemania. | No disputado por la Segunda Guerra Mundial; los clubes de Luxemburgo compitieron en el campeonato de Alemania. |
| 1941-42   | No disputado por la Segunda Guerra Mundial; los clubes de Luxemburgo compitieron en el campeonato de Alemania. | No disputado por la Segunda Guerra Mundial; los clubes de Luxemburgo compitieron en el campeonato de Alemania. | No disputado por la Segunda Guerra Mundial; los clubes de Luxemburgo compitieron en el campeonato de Alemania. | No disputado por la Segunda Guerra Mundial; los clubes de Luxemburgo compitieron en el campeonato de Alemania. | No disputado por la Segunda Guerra Mundial; los clubes de Luxemburgo compitieron en el campeonato de Alemania. |
| 1942-43   | No disputado por la Segunda Guerra Mundial; los clubes de Luxemburgo compitieron en el campeonato de Alemania. | No disputado por la Segunda Guerra Mundial; los clubes de Luxemburgo compitieron en el campeonato de Alemania. | No disputado por la Segunda Guerra Mundial; los clubes de Luxemburgo compitieron en el campeonato de Alemania. | No disputado por la Segunda Guerra Mundial; los clubes de Luxemburgo compitieron en el campeonato de Alemania. | No disputado por la Segunda Guerra Mundial; los clubes de Luxemburgo compitieron en el campeonato de Alemania. |
| 1943-44   | No disputado por la Segunda Guerra Mundial; los clubes de Luxemburgo compitieron en el campeonato de Alemania. | No disputado por la Segunda Guerra Mundial; los clubes de Luxemburgo compitieron en el campeonato de Alemania. | No disputado por la Segunda Guerra Mundial; los clubes de Luxemburgo compitieron en el campeonato de Alemania. | No disputado por la Segunda Guerra Mundial; los clubes de Luxemburgo compitieron en el campeonato de Alemania. | No disputado por la Segunda Guerra Mundial; los clubes de Luxemburgo compitieron en el campeonato de Alemania. |
| 1944-45   | Stade Dudelange                                                                                                | CA Spora Luxembourg                                                                                            | Bandera de ?                                                                                                   | | |
| 1945-46   | Stade Dudelange                                                                                                | US Dudelange                                                                                                   | Bandera de ?                                                                                                   | | |
| 1946-47   | Stade Dudelange                                                                                                | US Dudelange                                                                                                   | Bandera de ?                                                                                                   | | |
| 1947-48   | Stade Dudelange                                                                                                | US Luxembourg                                                                                                  | Bandera de ?                                                                                                   | | |
| 1948-49   | CA Spora Luxembourg                                                                                            | CS Fola Esch                                                                                                   | Bandera de ?                                                                                                   | | |
| 1949-50   | Stade Dudelange                                                                                                | FC The National Schifflange                                                                                    | Bandera de ?                                                                                                   | | |
| 1950-51   | AS Jeunesse Esch                                                                                               | FC The National Schifflange                                                                                    | Bandera de ?                                                                                                   | | |
| 1951-52   | FC The National Schifflange                                                                                    | CA Spora Luxembourg                                                                                            | Bandera de ?                                                                                                   | | |
| 1952-53   | FC Progrès Niedercorn                                                                                          | AS Jeunesse Esch                                                                                               | Bandera de ?                                                                                                   | | |
| 1953-54   | AS Jeunesse Esch                                                                                               | CS Fola Esch                                                                                                   | Bandera de ?                                                                                                   | | |
| 1954-55   | Stade Dudelange                                                                                                | CS Fola Esch                                                                                                   | Bandera de ?                                                                                                   | | |
| 1955-56   | CA Spora Luxembourg                                                                                            | Stade Dudelange                                                                                                | Bandera de ?                                                                                                   | | |
| 1956-57   | Stade Dudelange                                                                                                | AS Jeunesse Esch                                                                                               | Bandera de ?                                                                                                   | | |
| 1957-58   | AS Jeunesse Esch                                                                                               | FA Red Boys Differdange                                                                                        | Bandera de ?                                                                                                   | | |
| 1958-59   | AS Jeunesse Esch                                                                                               | CA Spora Luxembourg                                                                                            | Bandera de ?                                                                                                   | | |
| 1959-60   | AS Jeunesse Esch                                                                                               | Stade Dudelange                                                                                                | Bandera de ?                                                                                                   | | |
| 1960-61   | CA Spora Luxembourg                                                                                            | AS Jeunesse Esch                                                                                               | Bandera de ?                                                                                                   | | |
| 1961-62   | US Luxembourg                                                                                                  | CS Alliance Dudelange                                                                                          | Bandera de ?                                                                                                   | | |
| 1962-63   | AS Jeunesse Esch                                                                                               | US Luxembourg                                                                                                  | Bandera de ?                                                                                                   | | |
| 1963-64   | FC Aris Bonnevoie                                                                                              | US Luxembourg                                                                                                  | Bandera de ?                                                                                                   | | |
| 1964-65   | Stade Dudelange                                                                                                | US Luxembourg                                                                                                  | Bandera de ?                                                                                                   | | |
| 1965-66   | FC Aris Bonnevoie                                                                                              | US Luxembourg                                                                                                  | Bandera de ?                                                                                                   | | |
| 1966-67   | AS Jeunesse Esch                                                                                               | CA Spora Luxembourg                                                                                            | Bandera de ?                                                                                                   | | |
| 1967-68   | AS Jeunesse Esch                                                                                               | US Rumelange                                                                                                   | Bandera de ?                                                                                                   | | |
| 1968-69   | FC Avenir Beggen                                                                                               | AS Jeunesse Esch                                                                                               | Bandera de ?                                                                                                   | | |
| 1969-70   | AS Jeunesse Esch                                                                                               | US Rumelange                                                                                                   | Bandera de ?                                                                                                   | | |
| 1970-71   | US Luxembourg                                                                                                  | FC Aris Bonnevoie                                                                                              | Bandera de ?                                                                                                   | | |
| 1971-72   | FC Aris Bonnevoie                                                                                              | US Rumelange                                                                                                   | Bandera de ?                                                                                                   | | |
| 1972-73   | AS Jeunesse Esch                                                                                               | US Luxembourg                                                                                                  | Bandera de ?                                                                                                   | | |
| 1973-74   | AS Jeunesse Esch                                                                                               | FA Red Boys Differdange                                                                                        | Bandera de ?                                                                                                   | | |
| 1974-75   | AS Jeunesse Esch                                                                                               | FC Avenir Beggen                                                                                               | Bandera de ?                                                                                                   | | |
| 1975-76   | AS Jeunesse Esch                                                                                               | FA Red Boys Differdange                                                                                        | Bandera de ?                                                                                                   | | |
| 1976-77   | AS Jeunesse Esch                                                                                               | FC Progrès Niedercorn                                                                                          | Bandera de ?                                                                                                   | | |
| 1977-78   | FC Progrès Niedercorn                                                                                          | AS Jeunesse Esch                                                                                               | Bandera de ?                                                                                                   | | |
| 1978-79   | FA Red Boys Differdange                                                                                        | FC Progrès Niedercorn                                                                                          | Bandera de ?                                                                                                   | | |
| 1979-80   | AS Jeunesse Esch                                                                                               | FA Red Boys Differdange                                                                                        | Bandera de ?                                                                                                   | | |
| 1980-81   | FC Progrès Niedercorn                                                                                          | FA Red Boys Differdange                                                                                        | Bandera de ?                                                                                                   | | |
| 1981-82   | FC Avenir Beggen                                                                                               | FC Progrès Niedercorn                                                                                          | Bandera de ?                                                                                                   | | |
| 1982-83   | AS Jeunesse Esch                                                                                               | FC Avenir Beggen                                                                                               | Bandera de ?                                                                                                   | | |
| 1983-84   | FC Avenir Beggen                                                                                               | FA Red Boys Differdange                                                                                        | Bandera de ?                                                                                                   | | |
| 1984-85   | AS Jeunesse Esch                                                                                               | FA Red Boys Differdange                                                                                        | Bandera de ?                                                                                                   | | |
| 1985-86   | FC Avenir Beggen                                                                                               | AS Jeunesse Esch                                                                                               | Bandera de ?                                                                                                   | | |
| 1986-87   | AS Jeunesse Esch                                                                                               | FC Avenir Beggen                                                                                               | Bandera de ?                                                                                                   | | |
| 1987-88   | AS Jeunesse Esch                                                                                               | CA Spora Luxembourg                                                                                            | Bandera de ?                                                                                                   | | |
| 1988-89   | CA Spora Luxembourg                                                                                            | AS Jeunesse Esch                                                                                               | Bandera de ?                                                                                                   | | |
| 1989-90   | US Luxembourg                                                                                                  | FC Avenir Beggen                                                                                               | Markus Krahen                                                                                                  | FC Avenir Beggen                                                                                               | 30 |
| 1990-91   | US Luxembourg                                                                                                  | AS Jeunesse Esch                                                                                               | Patrick Morocutti                                                                                              | US Luxembourg                                                                                                  | 23 |
| 1991-92   | US Luxembourg                                                                                                  | FC Avenir Beggen                                                                                               | Markus Krahen                                                                                                  | FC Avenir Beggen                                                                                               | 19 |
| 1992-93   | FC Avenir Beggen                                                                                               | US Luxembourg                                                                                                  | Armin Krings                                                                                                   | FC Avenir Beggen                                                                                               | 23 |
| 1993-94   | FC Avenir Beggen                                                                                               | CS Grevenmacher                                                                                                | Stefano Fanelli                                                                                                | F91 Dudelange                                                                                                  | 19 |
| 1994-95   | AS Jeunesse Esch                                                                                               | CS Grevenmacher                                                                                                | Yves Heinen | FA Red Boys Differdange                                                                                        | 22 |
| 1995-96   | AS Jeunesse Esch                                                                                               | CS Grevenmacher                                                                                                | Mikhail Zaritskiy                                                                                              | FC Avenir Beggen                                                                                               | 18 |
| 1996-97   | AS Jeunesse Esch                                                                                               | CS Grevenmacher                                                                                                | Mikhail Zaritskiy                                                                                              | FC Sporting Mertzig                                                                                            | 19 |
| 1997-98   | AS Jeunesse Esch                                                                                               | US Luxembourg                                                                                                  | Mikhail Zaritskiy                                                                                              | FC Sporting Mertzig                                                                                            | 29 |
| 1998-99   | AS Jeunesse Esch                                                                                               | F91 Dudelange                                                                                                  | Frédéric Cicchirillo                                                                                           | FC Sporting Mertzig                                                                                            | 25 |
| 1999-00   | F91 Dudelange                                                                                                  | CS Grevenmacher                                                                                                | Marcel Christophe                                                                                              | FC Mondercange                                                                                                 | 26 |
| 2000-01   | F91 Dudelange                                                                                                  | CS Grevenmacher                                                                                                | Mikhail Zaritskiy                                                                                              | FC Sporting Mertzig                                                                                            | 23 |
| 2001-02   | F91 Dudelange                                                                                                  | CS Grevenmacher                                                                                                | Frédéric Cicchirillo                                                                                           | F91 Dudelange                                                                                                  | 23 |
| 2002-03   | CS Grevenmacher                                                                                                | F91 Dudelange                                                                                                  | Daniel Huss | CS Grevenmacher                                                                                                | 22 |
| 2003-04   | AS Jeunesse Esch                                                                                               | F91 Dudelange                                                                                                  | José Gomes | CA Spora Luxembourg                                                                                            | 24 |
| 2004-05   | F91 Dudelange                                                                                                  | FC Etzella Ettelbruck                                                                                          | Sergio Pupovac                                                                                                 | CS Alliance 01                                                                                                 | 24 |
| 2005-06   | F91 Dudelange                                                                                                  | AS Jeunesse Esch                                                                                               | Fatih Sözen | CS Grevenmacher                                                                                                | 23 |
| 2006-07   | F91 Dudelange                                                                                                  | FC Etzella Ettelbruck                                                                                          | Daniel da Mota                                                                                                 | FC Etzella Ettelbruck                                                                                          | 24 |
| 2007-08   | F91 Dudelange                                                                                                  | Racing FC Union                                                                                                | Emmanuel Coquelet                                                                                              | F91 Dudelange                                                                                                  | 20 |
| 2008-09   | F91 Dudelange                                                                                                  | FC Differdange 03                                                                                              | Pierre Piskor                                                                                                  | FC Differdange 03                                                                                              | 30 |
| 2009-10   | AS Jeunesse Esch                                                                                               | F91 Dudelange                                                                                                  | Daniel Huss | CS Grevenmacher                                                                                                | 22 |
| 2010-11   | F91 Dudelange                                                                                                  | CS Fola Esch                                                                                                   | Sanel Ibrahimović                                                                                              | FC Wiltz 71 | 18 |
| 2011-12   | F91 Dudelange                                                                                                  | AS Jeunesse Esch                                                                                               | Omar Er Rafik                                                                                                  | FC Differdange 03                                                                                              | 23 |
| 2012-13   | CS Fola Esch                                                                                                   | F91 Dudelange                                                                                                  | Edis Osmanović                                                                                                 | FC Wiltz 71 | 21 |
| 2013-14   | F91 Dudelange                                                                                                  | CS Fola Esch                                                                                                   | Sanel Ibrahimović                                                                                              | CS Fola Esch                                                                                                   | 22 |
| 2014-15   | CS Fola Esch                                                                                                   | FC Differdange 03                                                                                              | Sanel Ibrahimović                                                                                              | CS Fola Esch                                                                                                   | 20 |
| 2015-16   | F91 Dudelange                                                                                                  | CS Fola Esch                                                                                                   | Julien Jahier                                                                                                  | Racing FC Union                                                                                                | 25 |
| 2016-17   | F91 Dudelange                                                                                                  | FC Differdange 03                                                                                              | Omar Er Rafik                                                                                                  | FC Differdange 03                                                                                              | 26 |
| 2017-18   | F91 Dudelange                                                                                                  | FC Progrès Niedercorn                                                                                          | David Turpel                                                                                                   | F91 Dudelange                                                                                                  | 33 |
| 2018-19   | F91 Dudelange                                                                                                  | CS Fola Esch                                                                                                   | Samir Hadji | CS Fola Esch                                                                                                   | 23 |
| 2019-20   | Temporada cancelada debido a la pandemia del COVID-19.                                                         | Temporada cancelada debido a la pandemia del COVID-19.                                                         | Temporada cancelada debido a la pandemia del COVID-19.                                                         | Temporada cancelada debido a la pandemia del COVID-19.                                                         | Temporada cancelada debido a la pandemia del COVID-19.                                                         |
| 2020-21   | CS Fola Esch                                                                                                   | F91 Dudelange                                                                                                  | Zachary Marvin Hadji                                                                                           | CS Fola Esch                                                                                                   | 33 |
| 2021-22   | F91 Dudelange                                                                                                  | FC Differdange 03                                                                                              | Dominik Stolz                                                                                                  | FC Swift Hesperange                                                                                            | 19 |
| 2022-23   | FC Swift Hesperange                                                                                            | FC Progrès Niedercorn                                                                                          | Rayan Philippe                                                                                                 | FC Swift Hesperange                                                                                            | 33 |
| 2023-24   | FC Differdange 03                                                                                              | FC Swift Hesperange                                                                                            | Jorginho | FC Differdange 03                                                                                              | 25 |
| 2024-25   | FC Differdange 03                                                                                              | FC UNA Strassen                                                                                                | Matheus | FC UNA Strassen                                                                                                | 23 |

## Palmarés
| Club                        | Campeón | Subcamp. | Años de los campeonatos |
| --------------------------- | ------- | -------- | --- |
| AS Jeunesse d'Esch          | 28      | 13       | 1921, 1937, 1951, 1954, 1958, 1959, 1960, 1963, 1967, 1968, 1970, 1973, 1974, 1975, 1976, 1977, 1980, 1983, 1985, 1987, 1988, 1995, 1996, 1997, 1998, 1999, 2004, 2010 |
| F91 Dudelange               | 16      | 6        | 2000, 2001, 2002, 2005, 2006, 2007, 2008, 2009, 2011, 2012, 2014, 2016, 2017, 2018, 2019, 2022                                                                         |
| CA Spora Luxembourg †       | 11      | 10       | 1925, 1928, 1929, 1934, 1935, 1936, 1938, 1949, 1956, 1961, 1989 |
| Stade Dudelange †           | 10      | 6        | 1939, 1940, 1945, 1946, 1947, 1948, 1950, 1955, 1957, 1965 |
| CS Fola Esch                | 8       | 11       | 1918, 1920, 1922, 1924, 1930, 2013, 2015, 2021 |
| FA Red Boys Differdange †   | 6       | 10       | 1923, 1926, 1931, 1932, 1933, 1979 |
| Union Luxembourg †          | 6       | 9        | 1927, 1962, 1971, 1990, 1991, 1992 |
| FC Avenir Beggen            | 6       | 5        | 1969, 1982, 1984, 1986, 1993, 1994 |
| US Hollerich Bonnevoie †    | 5       | 2        | 1912, 1914, 1915, 1916, 1917 |
| FC Progrès Niedercorn       | 3       | 7        | 1953, 1978, 1981 |
| FC Aris Bonnevoie †         | 3       | 1        | 1964, 1966, 1972 |
| FC Differdange 03           | 2       | 4        | 2024, 2025 |
| Sporting Club Luxembourg †  | 2       | 3        | 1911, 1919 |
| CS Grevenmacher             | 1       | 7        | 2003 |
| National Schifflange †      | 1       | 2        | 1952 |
| FC Swift Hesperange         | 1       | 1        | 2023 |
| Racing Club Luxembourg †    | 1       | –        | 1910 |
| US Dudelange †              | –       | 4        | –– |
| US Rumelange                | –       | 3        | –– |
| FC Etzella Ettelbruck       | –       | 2        | –– |
| CS Alliance Dudelange †     | –       | 1        | –– |
| Sporting Club Differdange † | –       | 1        | –– |
| Racing FC Union Luxemburgo  | –       | 1        | –– |
| FC UNA Strassen             | –       | 1        | –– |

- † Equipo desaparecido.